# Prowincja (kawiarnia)

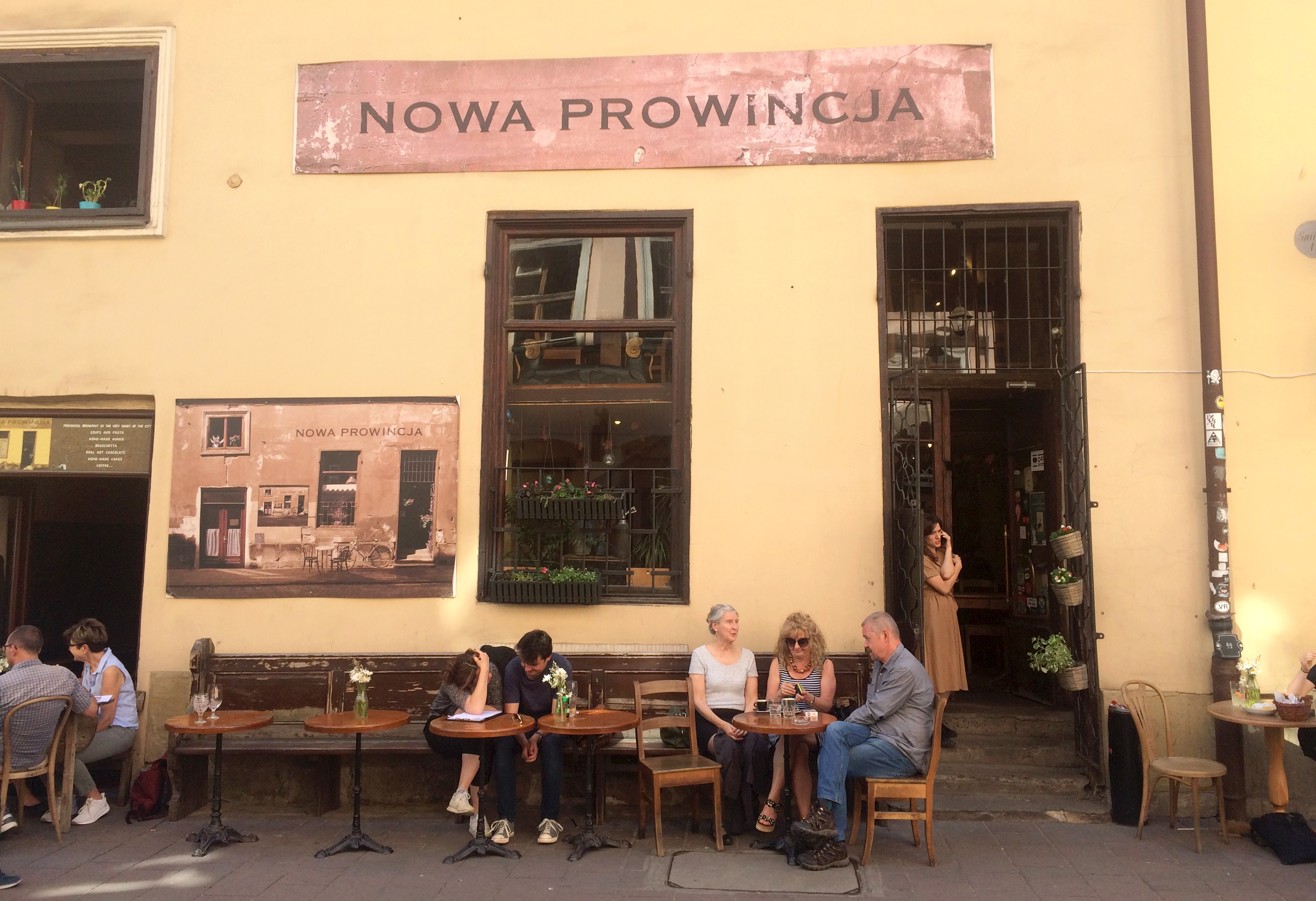
Nowa Prowincja przy ulicy Brackiej w Krakowie

Prowincja, Nowa Prowincja – kawiarnie działające w Krakowie w Kamienicy Gostkowskich przy ulicy Brackiej 3–5. Pierwsza Prowincja, tzw. „Stara” Prowincja, działała w latach 2000–2011. Swoją działalność kontynuuje w sąsiednim lokalu otwarta w 2004 roku Nowa Prowincja. Prowincja powstała jako miejsce spotkań dla osób związanych z Krakowem. Odwiedzały ją osoby zajmujące się literaturą, sztuką, nauką oraz studenci. Prowincja i Nowa Prowincja były miejscem wernisaży, spotkań poetyckich, koncertów, dyskusji i festiwali.

## „Stara” Prowincja
Prowincja rozpoczęła działalność w 2000 roku. Jej założycielami byli Paweł Szczęśniak i Anna Bistroń, którzy prowadzili wówczas przy ulicy Brackiej restaurację Guliwer. Kawiarnia i restauracja miały w ich zamyśle tworzyć wspólnie przestrzeń do spotkań i integracji dla różnych środowisk funkcjonujących w mieście, przede wszystkim pisarzy i krytyków literackich związanych z Uniwersytetem Jagiellońskim, artystów związanych z Akademią Sztuk Pięknych, naukowców, studentów. Anna Bistroń wspominała w nawiązaniu do nazwy kawiarni, że „miało to być miejsce trochę prowincjonalne, ponieważ Kraków w gruncie rzeczy, mimo że jest dość duży, ma charakter jak najbardziej miasta prowincjonalnego. Wszyscy wszystkich znają, każdy coś o kimś wie, to nie jest tak, jak w Warszawie, że jednak w większości ludzie są anonimowi. Nasz „Krakówek” jest inny i to ma swoje dobre strony”.
Prowincja sprzedawała m.in. oryginalnie wytwarzaną, gęstą gorącą czekoladę. Kawiarnię opisał lokalny portal internetowy: „Dwupoziomowa, ale przytulna «Prowincja». Rano można tu zjeść całkiem dobre śniadanie i napić się dobrej kawy, a nieco później podają tu lekkie posiłki jak tarta z brokułami, że nie wspomnę o pysznych ciastach własnego wyrobu. Nie bez przyczyny «Prowincja» ma stałą i wierną klientelę!”.
„Stara” Prowincja zamknęła działalność w 2011 roku. Według prowadzących kawiarnię, likwidacja nie wynikała z problemów finansowych, lecz właściciele zostali zmuszeni do zamknięcia sądownie mimo współwłasności kamienicy. Współwłaścicielka Anna Bistroń mówiła wtedy: „Jesteśmy wszyscy rozgoryczeni. We Francji taka sytuacja byłaby nie do pomyślenia. Tam się szanuje miejsca, które mają swoją tradycję. W Polsce niestety ze względu na swoje wymagania można zniszczyć 11 lat ciężkiej pracy i... wspomnień”. W lokalu po Starej Prowincji powstały restauracja i kawiarnia Sempre Bracka.

## Nowa Prowincja

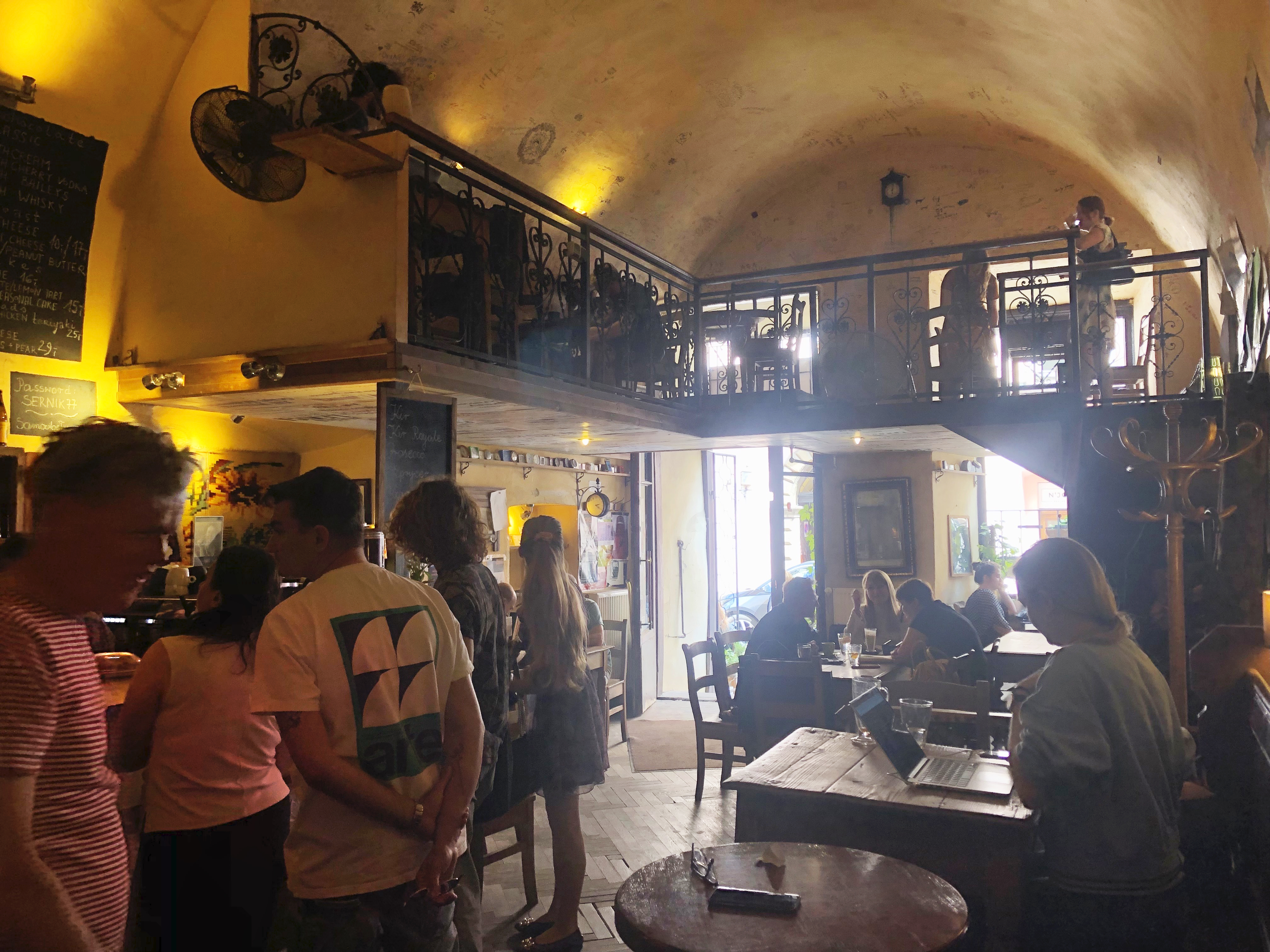
Nowa Prowincja

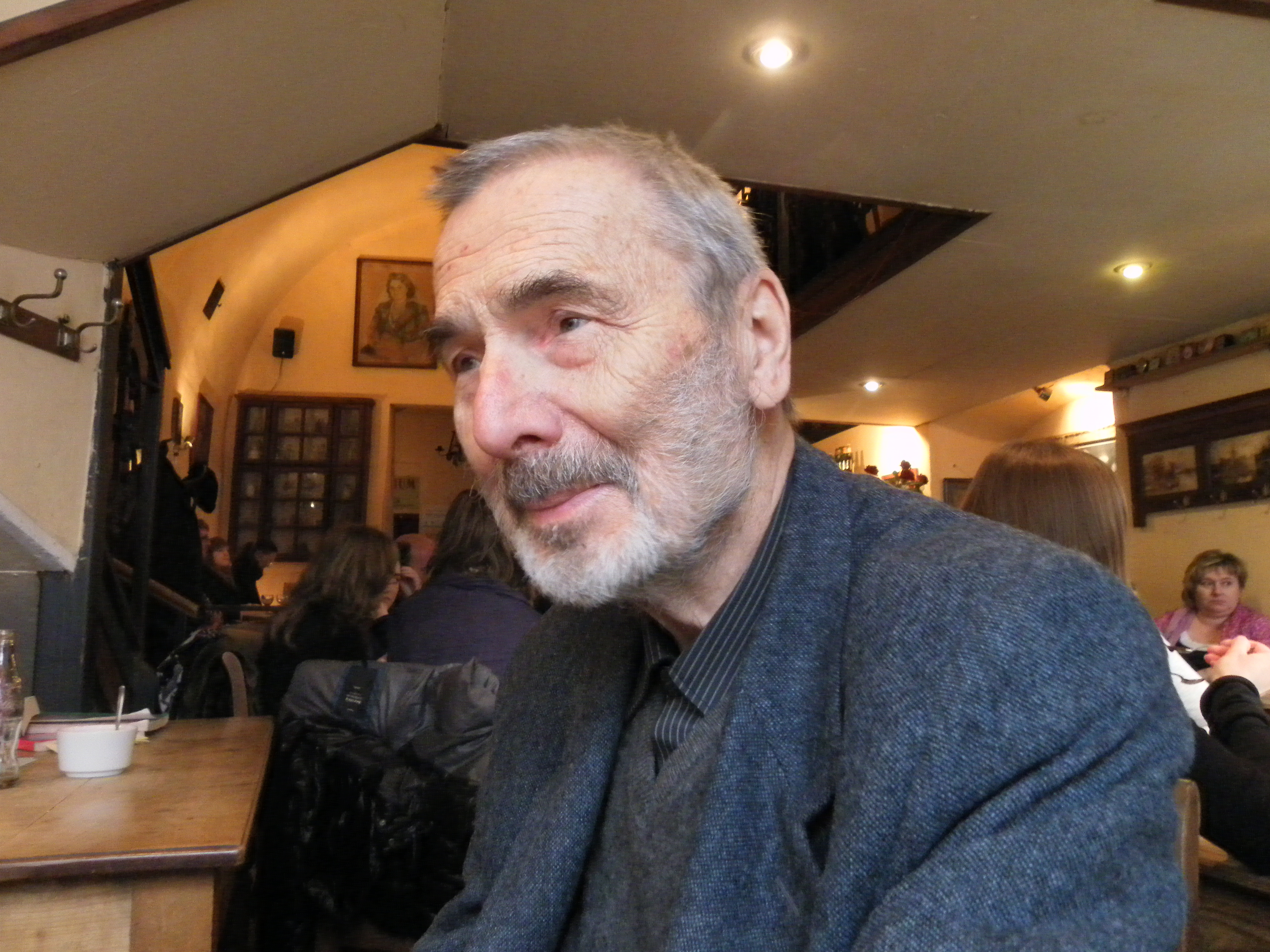
Włodzimierz Ptak w Nowej Prowincji, 2012

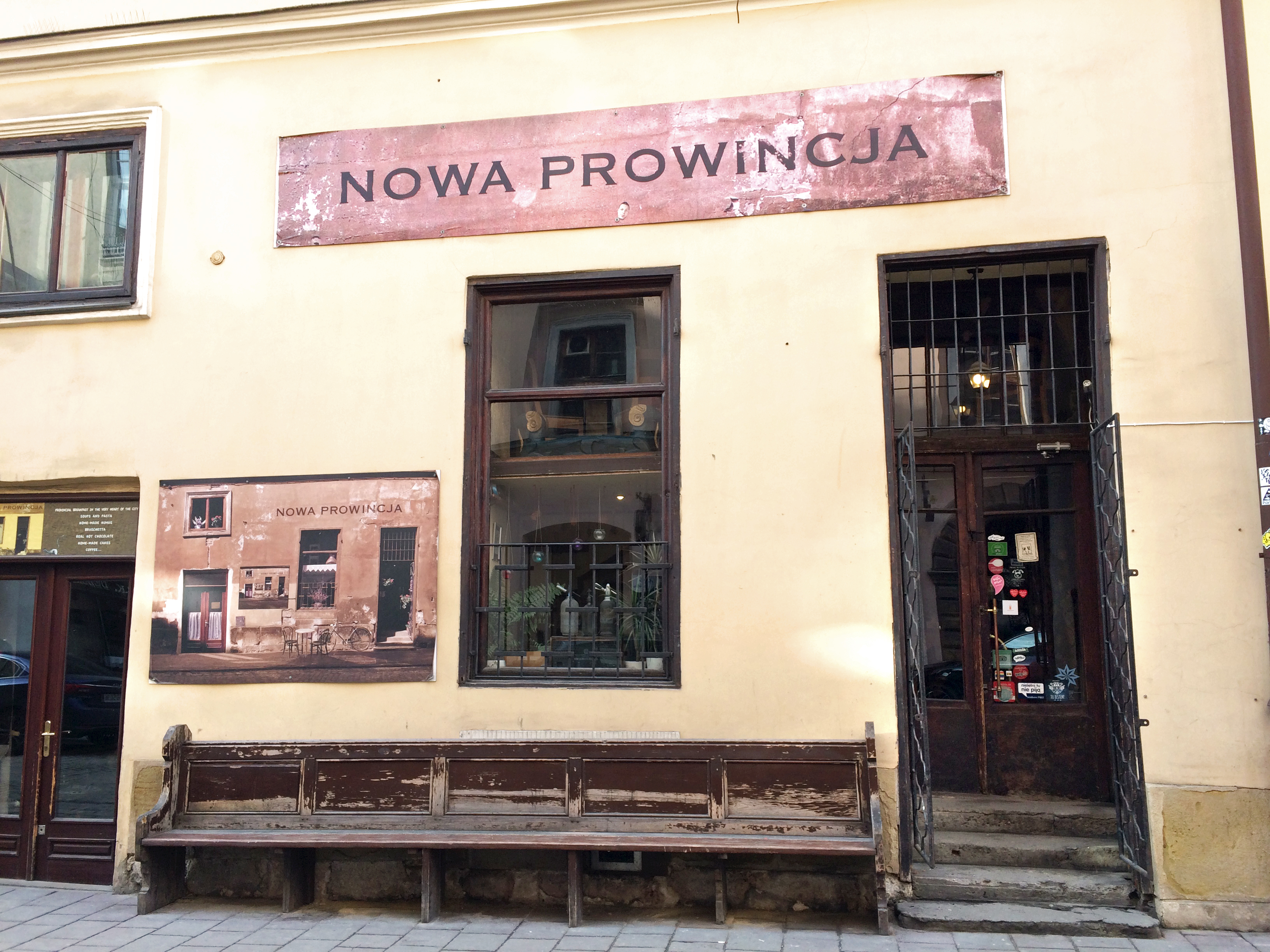
Nowa Prowincja z zewnątrz

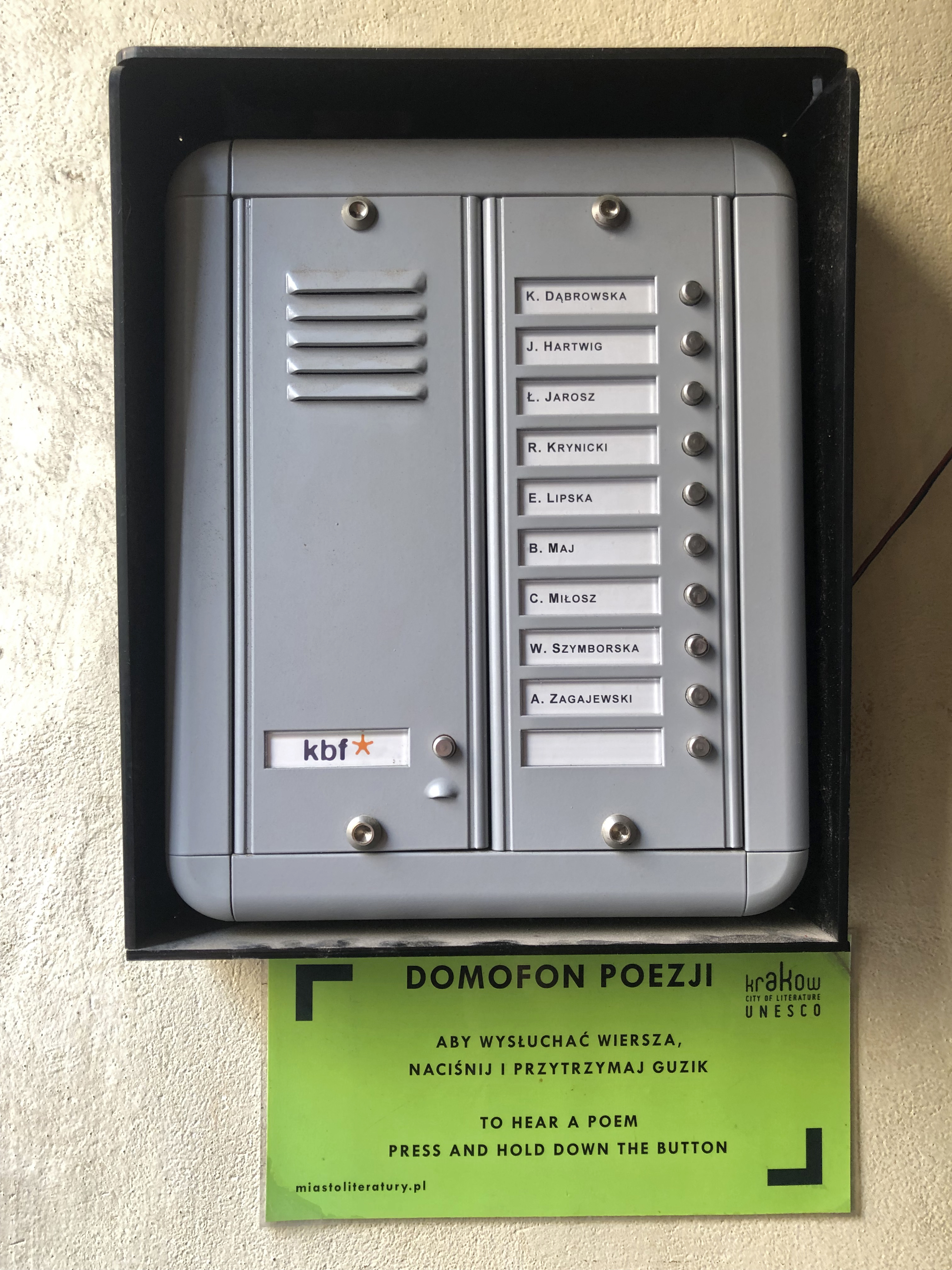
Domofon poezji przy wejściu do Nowej Prowincji

Nowa Prowincja została założona w 2004 roku. Budynek, w którym działa kawiarnia, należy do najstarszych murowanych kamienic w Krakowie. W XV i XVI w. mieściła się w nim bursa żaków węgierskich. Pomieszczenie, w którym umiejscowiono bar, było wcześniej warsztatem stolarskim, a w większej sali obok funkcjonował zakład fotograficzny. W grupie, która założyła Nową Prowincję byli: Paweł Szczęśniak, Anna Bistroń oraz Grzegorz i Maryna Turnau. W kawiarni znajdują się drewniane stoły, krzesła i ławy a także zegary. Na ścianach wiszą zdjęcia (m.in. przedstawiające Wisławę Szymborską), a także stare fotografie i obrazy. Na ścianach są napisy pozostawione przez klientów kawiarni.
Początkowo „Stara”, a potem także Nowa Prowincja uczęszczana była przez krakowskich literatów i literatki, a także przez osoby związane z Uniwersytetem Jagiellońskim. Regularnie odwiedzali ją m.in. Wisława Szymborska, Michał Rusinek, Joanna Olczak-Ronikier, Adam Boniecki, Bronisław Maj, Ewa Lipska i Adam Zagajewski, bywali w niej również Jan Błoński, Czesław Miłosz, Leonard Neuger, Włodzimierz Ptak i Jerzy Vetulani. Szymborska niektóre swoje limeryki publikowała w czasopiśmie Głos Nowej Prowincji, w kawiarni spotykała się z przyjaciółmi. Bronisław Maj wystawiał w Nowej Prowincji swoje jednoaktowe dramaty, w których występowali m.in. Krzysztof Globisz i Iwona Bielska.
W 2005 roku poeci zgromadzeni wokół Nowej Prowincji wydali tomik poetycki Epitafia dla bywalców i niebywalców Nowej Prowincji. Ilustracje do tomiku wykonał Sebastian Kudas.
Prowincja stała się miejscem akcji powieści Michała Rusinka i Antoniny Turnau Prowincjonalne zagadki kryminalne oraz powieści Jakuba Żulczyka Instytut, której bohaterka udaje się do Prowincji, by tam omówić sprawy: „Wsiadłyśmy w tramwaj i pojechałyśmy do kawiarni na Brackiej, tej należącej do znanego polskiego piosenkarza, który również mieszka na Brackiej i którego piosenki o deszczu na Brackiej zawsze wywracały mi żołądek na drugą stronę. W kawiarni panował równie zatęchły nastrój jak w kompozycjach piosenkarza”.
W Nowej Prowincji odbywały się zabawy literacko-muzyczne, wieczory autorskie, również autorów i autorek młodszego pokolenia, m.in. Małgorzaty Lebdy, Natalii de Barbaro i Anny Grochowskiej, akcje charytatywne i dyskusje, m.in. wydarzenia krakowskiej Nocy Poezji oraz wydarzenia towarzyszące Dni Tischnerowskich.
W marcu 2014 przy wejściu do kawiarni zainstalowano Domofon poezji. Po naciśnięciu przycisku na domofonie można usłyszeć poetów, m.in. Wisławę Szymborską, Bronisława Maja, Ewę Lipską, Adama Zagajewskiego, Czesława Miłosza, Ryszarda Krynickiego i Julię Hartwig, czytających swoje wiersze. Instalacja, przygotowana we współpracy z Wydawnictwem a5 oraz Krakowskim Biurem Festiwalowym, miała przypomnieć o fakcie, że Kraków otrzymał tytuł Miasta Literatury UNESCO.
Na portalu Gali pojawiła się ocena, że w kawiarni panuje „krakowska, niezobowiazujaca atmosfera”. Małgorzata Bożek w portalu news.krakow.pl pisała, że Nowa Prowincja to „kwintesencja Krakowa z jego powolnością i magią, (...) wyjątkowa kawiarnia na wyjątkowej ulicy, na której nie zawsze – jak w piosence – pada deszcz”. Kawiarnia była określana jako „malownicza”. Amelia Sarnowska w Onecie nazwała Nową Prowincję „legendarną”, napisała, że to „klimatyczne, przytulne miejsce” do spotkań.